# Transit O-5
Transit O-5 – amerykański wojskowy satelita nawigacyjny; piąty statek Transit serii operacyjnej.

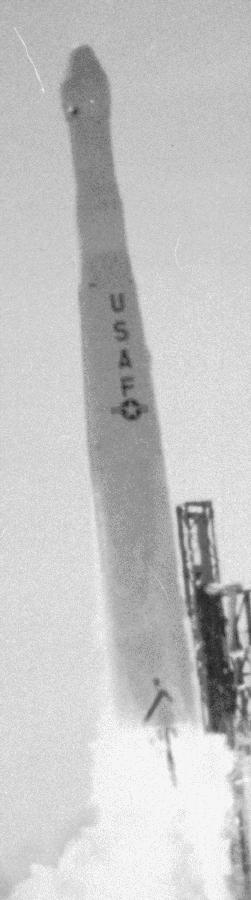
Start rakiety Thor Able Star z satelitą Transit O-5, 13 sierpnia 1965

Stanowił część systemu nawigacji dla okrętów podwodnych US Navy przenoszących pociski balistyczne typu UGM-27 Polaris. Zbudowany przez Naval Avionics Facility. Przestał działać kilka tygodni po wyniesieniu.
Satelita pozostaje na orbicie okołoziemskiej, której trwałość szacuje się na 1000 lat.